# Matthias Scheffler

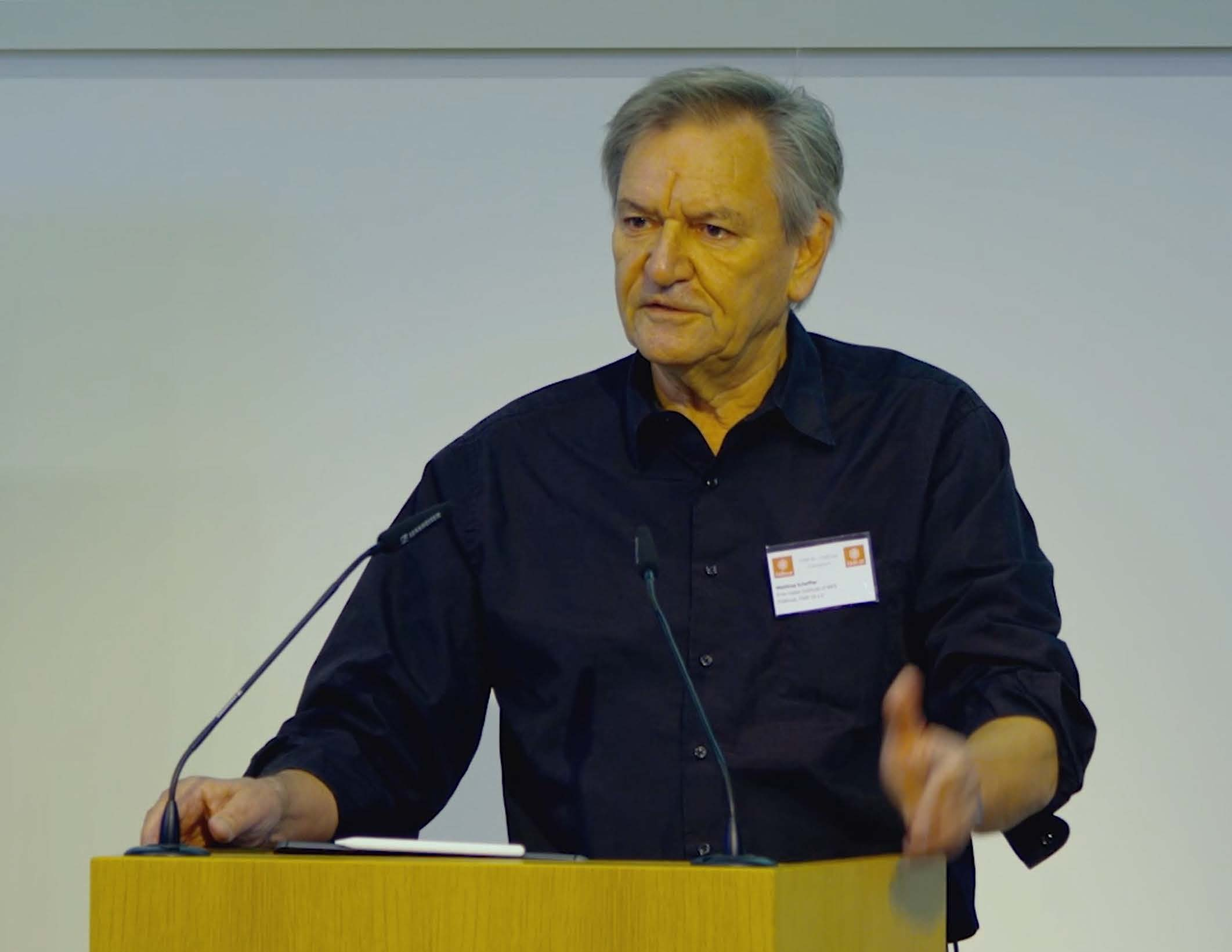
Matthias Scheffler, 2021

Matthias Scheffler (* 25. Juni 1951 in Berlin) ist ein deutscher theoretischer Physiker mit den Forschungsschwerpunkten Theorie der kondensierten Materie, Materialwissenschaften und künstliche Intelligenz. Er ist insbesondere für seine Beiträge zur Dichtefunktionaltheorie und Viel-Elektronen-Quantenmechanik und für seine Entwicklung von Multiskalen-Ansätzen bekannt. In letzteren verbindet er die Theorie der elektronischen Struktur mit der Thermodynamik und der statistischen Mechanik und setzt auch numerische Methoden der Ingenieurwissenschaften ein. Unter dem Leitthema „Get Real!“ führte er Umgebungsbedingungen (Partialdrücke, Depositionsraten und Temperatur) in die ab initio Behandlung ein. In den letzten Jahren konzentrierte er sich zunehmend auf datenzentrierte wissenschaftliche Konzepte und Methoden (das 4. Paradigma der Materialwissenschaften) und auf das Ziel, dass die Daten der Materialwissenschaften „Findable and AI Ready“ werden müssen.

## Akademischer Werdegang
Matthias Scheffler studierte Physik an der Technischen Universität Berlin. Seine Doktorarbeit führte er im Bereich der theoretischen Festkörperphysik am Fritz-Haber-Institut der Max-Planck-Gesellschaft (FHI) durch und erhielt seine Promotion 1978 von der Technischen Universität Berlin. Er wechselte dann zur Physikalisch-Technischen Bundesanstalt in Braunschweig, wo er von 1978 bis 1987 als wissenschaftlicher Mitarbeiter beschäftigt war. Von 1979 bis 1980 war er zudem als Gastwissenschaftler am IBM T.J. Watson Research Center, Yorktown Heights, USA tätig. Er erhielt seine Habilitation im Jahre 1984 von der TU Berlin.
1988 wurde er zum wissenschaftlichen Mitglied der Max-Planck-Gesellschaft und Direktor der von ihm neu gegründeten Abteilung Theorie am Fritz-Haber-Institut der Max-Planck-Gesellschaft in Berlin berufen. Im folgenden Jahr erhielt er eine Honorarprofessur an der TU Berlin. Es folgten weitere Honorarprofessuren an der Freien Universität Berlin (2006), an der Humboldt-Universität zu Berlin (2016), sowie in Hokkaido, Japan (2016). Zudem ist er seit 2005 Distinguished Visiting Professor of Computational Materials Science and Engineering an der University of California in Santa Barbara. Seit 2020 leitet er das NOMAD Laboratory am FHI.

## Forschungsschwerpunkte
Seit Beginn seiner Karriere beschäftigt sich Matthias Scheffler mit grundlegenden Aspekten der chemischen und physikalischen Eigenschaften von Oberflächen, Grenzflächen, Clustern und Nanostrukturen. Aktuelle Forschungsaktivitäten umfassen Fragestellungen zur heterogenen Katalyse, thermischen Leitfähigkeit, elektrischen Leitfähigkeit, zu thermoelektrischen Materialien, Defekten in Halbleitern, anorganischen/organischen Hybridmaterialien und Biophysik. Dabei handelt es sich um Studien, die quantenmechanische, ab initio Berechnungen der Elektronenstruktur und Molekulardynamik mit Methoden der Thermodynamik und statistischen Mechanik und der Ingenieurwissenschaften verbinden. So kann das Verständnis meso- und makroskopischer Phänomene unter realistischen Bedingungen (T, p) entwickelt oder vertieft werden. Scheffler arbeitet zudem an der Entwicklung theoretischer Modelle zur Berechnung angeregter Zustände und Elektronenkorrelationen. Das von Scheffler und seiner Gruppe hierzu entwickelte Software-Paket FHI-aims wurde speziell für groß angelegte Rechnungen auf Hochleistungsrechnern konzipiert. Matthias Scheffler hat viele verschiedene Materialklassen mit hoher Anwendungsrelevanz untersucht (z. B. Verbindungshalbleiter, Metalle, Oxide, zweidimensionale Materialien, organische Materialien, Oberflächen), als auch ein breites Spektrum an Phänomenen mit direktem Praxisbezug erfolgreich weiterentwickelt (z. B. Kristallstruktur und Wachstum, elektronische Materialeigenschaften, Metastabilität von Störstellen in Halbleitern, elektrische und thermische Leitungsvorgänge, heterogene Katalyse).
Mehr als 110 seiner ehemaligen Mitarbeiter haben heute eine Professur oder eine ähnliche Position inne. Scheffler gehört zu den hochzitierten Wissenschaftlern in seinem Arbeitsgebiet.

## Open Science und Entwicklung der Datenbank NOMAD
Seit 2003 entwickelt Matthias Scheffler mit seiner Gruppe Methoden der künstlichen Intelligenz und engagiert sich in Open Science und Scientific Data Sharing Aktivitäten. Weltweit werden Unmengen wissenschaftlicher Daten über Materialien erzeugt, aber nur ein Bruchteil davon wird tatsächlich genutzt und veröffentlicht. Oft werden Daten nicht ausreichend charakterisiert und beschrieben, und die meisten Daten werden nicht weiter beachtet, da sie für das laufende, fokussierte Forschungsprojekt nicht hilfreich sind. Für andere Themen können sie aber wertvolle Informationen enthalten („recycle the waste!“). Für die computergestützten Materialwissenschaften hat Scheffler daher zusammen mit Claudia Draxl eine Datenbank konzipiert, die es erlaubt, Forschungsdaten gut dokumentiert zu speichern und auch für andere nutzbar zu machen. 
Durch die detaillierte Beschreibung und Verfügbarkeit der Daten können Methoden der künstlichen Intelligenz eingesetzt werden und Materialien mit neuartigen und vorteilhaften Eigenschaften identifiziert werden. Der bisher oft sehr langwierige Wertschöpfungsprozess in der Materialentwicklung, von der Grundlagenforschung zum marktreifen Produkt, kann so signifikant verkürzt werden.

## Ehrungen und Preise (Auswahl)
- 2001 Max-Planck-Forschungspreis gemeinsam verliehen von der Alexander-von-Humboldt-Stiftung und der Max-Planck-Gesellschaft[8]
- 2003 Medard W. Welch Award der AVS (association for science and technology of materials, interfaces and processing)[9]
- 2004 Max Born Medal and Prize gemeinsam verliehen vom britischen Institute of Physics (IOP) und der Deutschen Physikalischen Gesellschaft (DPG)[10]
- 2007 Ehrendoktor der Universität Lund, Schweden[11]
- 2010 Rudolf Jaeckel Preis der Deutschen Vakuumgesellschaft (DVG)[12]
- Seit 1998 Fellow der American Physical Society
- Seit 2002 Mitglied der Berlin-Brandenburgischen Akademie der Wissenschaften[13]
- Seit 2017 Mitglied der Deutschen Akademie der Naturforscher Leopoldina – Nationale Akademie der Wissenschaften[14]
- 2023 Daniel C. Tsui Lecture, IOP CAS, Beijing
- 2024 MBA Award of the Japan Society of Vacuum and Surface Science